# Машаду, Раул
Раул Мартинш Машаду (порт. Raul Martins Machado; 22 сентября 1937, Матозиньюш, Дору-Литорал — 22 октября 2023) — португальский футболист, известен по выступлениям за «Бенфику».

## Биография

### Игровая карьера
Начал карьеру в клубе «Лейшойнш», в котором отыграл три сезона, выиграв в 1961 году в составе этой команды Кубок Португалии. Спустя год в 1962 году перешёл в «Бенфику», в котором прошла его основная карьера. В составе «орлов» Машаду шесть раз становился чемпионом Португалии и дважды выигрывал Кубок, а также «Бенфика» играла в трёх финалах Кубка европейских чемпионов, которые она проиграла своим соперникам.
В 1969 году вернулся в «Лейшойнш», в котором отыграл сезон и завершил карьеру игрока.
За сборную Португалии сыграл 11 матчей.

### Смерть
Скончался 22 октября 2023 года в возрасте 86 лет.

## Достижения
«Лейшойнш»
- Обладатель Кубка Португалии (1): 1960/61

«Бенфика»
- Чемпион Португалии (6): 1962/63, 1963/64, 1964/65, 1966/67, 1967/68, 1968/69
- Обладатель Кубка Португалии (2): 1962, 1964